# Équipe cycliste France-Sport
L'équipe cycliste France-Sport, est une équipe cycliste française de cyclisme professionnel sur route, maillot bleu, bande blanche, active entre 1923 et 1953, sponsorisée par France-Sport, une entreprise française de construction de bicyclettes. L'équipe disparaît en 1953 et la marque est portée par des indépendants jusqu'en 1956.

## Histoire
Les coureurs de l'équipe ont remporté de nombreux succès sur le Tour de France, mais en portant le maillot d'équipes nationales ou régionales. Ainsi, Antonin Magne s'adjuge, le Tour de France 1931, en gagnant une étape et le Tour de France 1934, gagnant deux étapes. Mariano Cañardo, remporte une étape durant le Tour de France 1937, Jean Fréchaut, trois étapes lors du Tour de France 1938 ainsi que Antoon van Schendel qui remporte une étape la même année et une autre durant le Tour de France 1939. René Vietto gagne deux étapes en 1947 et Édouard Fachleitner une la même année.
Fred Oliveri est le directeur sportif de l'équipe entre 1946 et 1953,.

## Principaux résultats

### Compétitions internationales
- Championnats du monde de cyclisme sur route 1936, (Antonin Magne)
- Grand Prix des Nations 1935 (Antonin Magne), 1936 (Antonin Magne)

### Classiques
- Paris-Limoges, 1932 et 1933 (Julien Moineau)
- Paris-Tours 1932 (Julien Moineau)
- Paris-Caen 1932 (Benoît Faure)
- Grand Prix de l'Écho d'Alger 1932 (Pierre Magne)
- Paris-Belfort 1933 (Joseph Mauclair)
- Bordeaux-Saintes 1936 (Albert van Schendel)
- Bordeaux-Saintes 1937 (Sylvain Marcaillou)
- Paris-Angers 1938 (Sylvain Marcaillou)
- Bordeaux-Pau 1938 (Sylvain Marcaillou)
- Paris-Rennes 1939 (Sylvain Marcaillou)
- Paris-Tours 1944 (Lucien Teisseire)
- Marseille-Toulon-Marseille 1945 (Victor Pernac)
- Grand Prix de Cannes 1948 (René Vietto), 1950 (Édouard Fachleitner)
- Course de côte du mont Faron, 1951, 1952, 1953 (Jean Dotto)

### Courses par étapes
- Critérium du Dauphiné 1949 (Lucien Lazaridès), 1952 (Jean Dotto)
- Tour de Romandie 1950 (Édouard Fachleitner)

### Bilan sur les grands tours
- Tour d'Italie

### Championnats nationaux
- Champion de France sur route : 1932 (André Godinat), 1935 (Georges Speicher)
- Champion de France sur route juniors : 1935 (Jean Fréchaut)
- Champion de France militaire 1953 (Raymond Elena)

## Effectifs
- 1931
  - André Godinat
  - Antonin Magne
  - Pierre Magne

- 1932
  - Benoît Faure
  - André Godinat
  - Antonin Magne
  - Pierre Magne
  - Sylvain Marcaillou
  - Julien Moineau

- 1933
  - Antonin Magne
  - Pierre Magne
  - Sylvain Marcaillou
  - Joseph Mauclair
  - Julien Moineau

- 1934
  - Antonin Magne
  - Pierre Magne
  - Sylvain Marcaillou
  - Julien Moineau

- 1935
  - Antonin Magne
  - Pierre Magne
  - Sylvain Marcaillou
  - Georges Speicher
  - Albert van Schendel
  - Antoon van Schendel

- 1936
  - Antonin Magne
  - Pierre Magne
  - Cesare Moretti Jr.
  - Raymond Louviot
  - Sylvain Marcaillou
  - Albert van Schendel
  - Antoon van Schendel

- 1937
  - Mariano Cañardo
  - Jean Fréchaut
  - Antonin Magne
  - Pierre Magne
  - Cesare Moretti Jr.
  - Raymond Louviot
  - Albert van Schendel
  - Antoon van Schendel

- 1938
  - Jean Fréchaut
  - Antonin Magne
  - Pierre Magne
  - Sylvain Marcaillou
  - Cesare Moretti Jr.
  - Albert van Schendel
  - Antoon van Schendel

- 1939
  - Jean Fréchaut
  - Sylvain Marcaillou
  - Albert van Schendel
  - Antoon van Schendel

- 1940
  - Sylvain Marcaillou
  - Albert van Schendel
  - Antoon van Schendel

- 1941
  - Sylvain Marcaillou
  - Lucien Teisseire
  - Albert van Schendel
  - Antoon van Schendel

- 1942
  - Sylvain Marcaillou
  - Victor Pernac
  - Lucien Teisseire
  - Albert van Schendel
  - Antoon van Schendel

- 1943
  - Sylvain Marcaillou
  - Victor Pernac
  - Lucien Teisseire
  - Albert van Schendel
  - Antoon van Schendel

- 1944
  - Sylvain Marcaillou
  - Victor Pernac
  - Lucien Teisseire
  - Albert van Schendel
  - Antoon van Schendel

- 1945
  - Sylvain Marcaillou
  - Victor Pernac
  - Édouard Fachleitner
  - Antoon van Schendel

- 1946
  - Édouard Fachleitner
  - Victor Pernac
  - René Vietto
  - Albert van Schendel
  - Antoon van Schendel

- 1947
  - Édouard Fachleitner
  - Lucien Lazaridès
  - Albert van Schendel
  - Antoon van Schendel
  - René Vietto

- 1948
  - Lucien Lazaridès
  - Albert van Schendel
  - Antoon van Schendel
  - René Vietto

- 1949
  - Édouard Fachleitner
  - Lucien Lazaridès
  - Antoon van Schendel
  - René Vietto

- 1950
  - Jean Dotto
  - Édouard Fachleitner

- 1951
  - Jean Dotto
  - Édouard Fachleitner

- 1952
  - Jean Dotto

- 1953
  - Jean Dotto
  - Raymond Elena